# Jindřich z Etwatu neboli z Prenzlau
Jindřich z Etwatu neboli z Prenzlau (latinsky Henricus de Etwat de Primislawia) byl prvním historicky doloženým rektorem pražské univerzity. Jako její rektor je doložen k roku 1366, kdy byl studentem práv.
Do funkce byl patrně zvolen nepřímou volbou pomocí volitelů, mezi nimiž byly zastoupeny všechny univerzitní národy, ale jeho volba ještě není historicky doložena. První doloženou volbou rektora na pražské univerzitě je až volba jeho nástupce Jindřicha z Nanexen neboli z Embecku. Jeho uvedení do úřadu se konalo roku 1366 v katedrále sv. Víta na Pražském hradě.